# Sypna anisomeris
Sypna anisomeris là một loài bướm đêm trong họ Erebidae.